# Улыс-Ловпуа
Улыс-Ловпуа (Нижняя Ловпуа) — река в России, протекает по Республике Коми. Устье реки находится в 160 км по левому берегу реки Нем. Длина реки составляет 24 км.

## Данные водного реестра
По данным государственного водного реестра России, относится к Двинско-Печорскому бассейновому округу, водохозяйственный участок реки — Вычегда от истока до города Сыктывкар, речной подбассейн реки — Вычегда. Речной бассейн реки — Северная Двина.
Код объекта в государственном водном реестре — 03020200112103000014688.